# Andrijevica
Andrijevica je gradić i sjedište općine u Crnoj Gori.

## Zemljopis
Nalazi se u sjeveroistočnom dijelu Crne Gore u čijem je sastavu od stjecanja neovisnosti 1878. godine, tako da nije dio Sandžaka, što se često smatra, jer je duži niz godina pripadala sandžačkoj općini Berane.

## Stanovništvo
Po posljednjem službenom popisu stanovništva iz 2003. godine, općina Andrijevica imala je 5.785 stanovnika, raspoređenih u 24 naseljena mjesta.
Nacionalni sastav:
- Srbi - 4.027 (69,61)
- Crnogorci - 1.454 (25,13)
- nacionalno neopredijeljeni - 216 (3,73)
- ostali - 88 (1,53)

Vjerski sastav:
- pravoslavni - 5.634 (97,38)
- ostali - 21 (0,36)
- neopredijeljeni - 67 (1,15)
- nisu vjernici - 6 (0,10)
- nepoznato - 57 (1,01)

## Naseljena mjesta
Andrijevica,
Andželati,
Božići,
Bojovići,
Cecuni
Gnjili Potok,
Gornje Luge,
Gračanica,
Dulipolje,
Đulići,
Jošanica,
Košutići,
Kralje,
Kuti,
Oblo Brdo,
Prisoja,
Rijeka Marsenića,
Seoca,
Sjenožeta,
Slatina,
Trepča,
Trešnjevo,
Ulotina
Zabrđe

## Nacionalni sastav po naseljenim mjestima,2003.
Apsolutna etnička većina:
██ Srbi
██ Crnogorci
Relativna etnička većina: 
██ Srbi
██ Crnogorci
| Nacionalni sastav stanovništva općine Herceg-Novi, po naseljenim mjestima, prema popisu iz 2003. |        |      |           |                 |        |
| naseljeno mjesto                                                                                 | ukupno | Srbi | Crnogorci | neopredijeljeni | ostali |
| Andrijevica                                                                                      | 1.073  | 743  | 242       | 63              | 25     |
| Andželati                                                                                        | 134    | 123  | 6         | -               | 5      |
| Božići                                                                                           | 250    | 165  | 67        | 7               | 11     |
| Bojovići                                                                                         | 128    | 120  | 8         | -               | -      |
| Cecuni                                                                                           | 77     | 53   | 23        | 1               | -      |
| Dulipolje                                                                                        | 134    | 100  | 25        | 9               | -      |
| Đulići                                                                                           | 130    | 91   | 34        | 5               | -      |
| Gnjili Potok                                                                                     | 111    | 72   | 37        | 1               | 1      |
| Gornje Luge                                                                                      | 150    | 102  | 39        | 7               | 2      |
| Gračanica                                                                                        | 307    | 230  | 59        | 12              | 6      |
| Jošanica                                                                                         | 162    | 122  | 39        | 1               | -      |
| Košutići                                                                                         | 143    | 116  | 27        | -               | -      |
| Kralje                                                                                           | 228    | 173  | 50        | 4               | 1      |
| Kuti                                                                                             | 49     | 38   | 10        | 1               | -      |
| Oblo Brdo                                                                                        | 69     | 34   | 31        | 4               | -      |
| Prisoja                                                                                          | 348    | 162  | 169       | 8               | 9      |
| Rijeka Marsenića                                                                                 | 353    | 263  | 80        | 4               | 6      |
| Seoca                                                                                            | 117    | 97   | 19        | -               | 1      |
| Sjenožeta                                                                                        | 95     | 79   | 11        | 2               | 3      |
| Slatina                                                                                          | 405    | 339  | 54        | 5               | 7      |
| Trepča                                                                                           | 238    | 180  | 45        | 11              | 2      |
| Trešnjevo                                                                                        | 539    | 326  | 164       | 45              | 4      |
| Ulotina                                                                                          | 243    | 135  | 80        | 24              | 4      |
| Zabrđe                                                                                           | 302    | 164  | 135       | 2               | 1      |
| ukupno                                                                                           | 5785   | 4027 | 1454      | 216             | 88     |

## Jezici
- srpski - 5.381 (93,01)
- crnogorski - 260 (4,49)
- ostali i nepoznato - 144 (2,50)

## Povijest
Andrijevica je novo naselje. Početkom 18. stoljeća tu se nalazila crkva od drveta, koju su Turci spalili, a obnovljena je 1830. godine.  Posle bitke kod Grahovca 1858. Andrijevica je oslobođena od Turaka, a po izvršenom razgraničenju pripala Crnoj Gori, i postala sjedište Vasojevića. U Prvom svjetskom ratu Andrijevicu su zauzele jedinice VIII. korpusa Austro-Ugarske vojske, 2. siječnja 1916. Pod austrougarskom okupacijom Andrijevica je bila do kraja listopada 1918., kada su je oslobodile jedinice 2. jugoslovenskog puka iz sastava srpskih Jadranskih trupa. U Travanjskom ratu zauzele su je jedinice njemačke 2. armije 16. travnja 1941., a dva dana kasnije okupaciju je preuzela polovica bojne talijanske divizije Messina.

### Andrijevica u Narodnooslobodilačkom ratu
Po direktivi pokrajinskog komiteta (PK), mjesni komitet (MK) je 15. srpnja započeo pripreme za oružani ustanak. U kotaru Andrijevica formirano je 11 gerilskih odreda s oko 200 boraca, koji su 17. srpnja napali talijanski garnizon i do podne oslobodili Andrijevicu. Zarobljeno je nekoliko časnika, 180 vojnika i dočasnika, uz to je zapljenjeno 6 topova, 4 bacača, 4 strojnice i dr. U napadu na Andrijevicu poginulo je 30, a ranjeno je 38 talijanskih vojnika.
U Andrijevici je 21. srpnja formiran kotarski Narodnooslobodilački odbor (NOO) i kotarsko vojno zapovjedništvo. Narasle snage ustanika reorganizirane su satnije i bojne, te su ušle u sastav Kolašinske brigade i upučene na položaje Plava, Gusinja, Čakora, gdje su od 21. do 30. srpnja vodile teške borbe protiv talijanskih i albanskih jedinica. Talijanska divizija Venezia uspjela je kod Lijeve Rijeke odbaciti ustaničke snage kolašinskog kotara i 8. kolovoza zauzela Andrijevicu. U to se vrijeme od domaćih stanovnika stvaraju četničke jedinice. Krajem listopada počelo je formiranje Andrijevičke partizanske bojne. Borbe su vođene uglavnom protiv četnika koji su 13. siječnja 1942. uz pomoć talijana formirali 1. andrijevičku četničku brigadu. Zbog velike brojčane nadmočnosti okupatorskih i četničkih snaga, većina partizanskih snage se povukle iz ovog kraja. Ostali su samo ilegalci i MK koji je ponovo formirao Andrijevičku partizansku bojnu 3. svibnja 1943. 15. svibnja bojna je spojena s Beranskom u Beransko-andrijevičku partizansku bojnu.
Poslije kapitulacije Italije, 2. udarni korpus NOVJ-a, prodirući kroz Crnu Goru, oslobodio je Kolašin 19. rujna i Berane 10. listopada 1943., a potom uputio dio snaga prema Andrijevici. Druga dalmatinska brigada, u suradnji s 4. proleterskom brigadom, razbila je 11. listopada 1. i 2. Beransku četničku brigadu, Šekularsku i Kolašinsko-rečansku četničku bojnu na Trešnjeviku te Slatinsku i Trepačku četničku bojnu na Rudom brdu. Sljedećeg dana su jedinice 2. dalmatinske brigade prodrle u Andrijevicu, gdje su na njezinu stranu prešle dvije bojne talijanske divizije Venezia. Odmah je u Andrijevici stvorena Zapovjedništvo mjesta, Kotarski i Općinski NOO.
U sklopu pokušaja njemačkog XXII. gorskog korpusa da ovlada Crnom Gorom, njegova 97. divizija, poslije teških borbi protiv 2. dalmatinske brigade, ušla je u Andrijevicu 22. listopada, ali su je ponovno oslobodile jedinice 4. proleterske brigade 1. studenog 1943. Do 6. prosinca oslobođen je cijeli Andrijevički kotar, izuzev Plava i Gusinja. Do travnja 1944. godine Andrijevicu uspiješno brane jedinice 2. korpusa. Pod pritiskom njemačkih jedinica, 5. proleterska brigada 3. divizije NOVJ-a napustila je Andrijevicu 13. travnja 1944., a dijelovi Komskog odreda ponovno su je oslobodili 30. travnja. U teškim borbama za obranu doline Lima 3. brigada 2. proleterske divizije napustila je Andrijevicu 11. lipnja 1944., ali je u protunapadu sljedećeg dana ponovno oslobođena.
Tijekom Andrijevičke operacije gradić su zauzele jedinice 21. SS divizije Skenderbeg i 14. pukovnije 7. SS divizije Prinz Eugen 13. kolovoza 1944., ali ju je oslobodila 5. proleterska crnogorska brigada 30. kolovoza. Nijemci su je posljednji put zauzeli 8. rujna, a 9. crnogorska brigada 3. divizije definitivno je oslobodila 17. rujna.

## Poznate osobe
- Puniša Račić (1886.—1944.), agent srpske vlade i četnik